# 愛川アヤノ
愛川 アヤノ（あいかわ あやの、1997年1月14日 - ）は、日本の女優、女性モデル、元レースクイーン。血液型はA型。やぎ座。

## 人物
- 秋田県出身
- 兄が一人いる。[1]
- ロシア人の血が1/8入っている。[2]
- 趣味:マリンスポーツ、スケートボード、ショッピング、映画鑑賞
- 特技:トランペット、10秒でミッキーマウスを描けること
- 好きな食べ物:焼肉、あきたこまち、干し芋
- 嫌いな食べ物:ネギ類、肉の脂身

## 来歴
- ア・ライズプロモーションを2019年2月末退所。
- レースクイーンになった切っ掛けは2015年スーパー耐久岡山戦でGAZOO Racingブースのアンケート係を務めていた所、多数の人にレースクイーンを薦められた事と有名レーシングチームへの推薦があった事。
- 2016年秋、日本で唯一継続出版しているレースクイーン・キャンギャル情報誌「GALS PARADISE」『2016トップレースクイーン編』で荒井つかさ、早瀬あや、西村いちか、瀬野ユリエ、蛯原メイの5名と共に表紙、グラビアを飾り、愛川アヤノは「デビュー年にトップレースクイーンの仲間入り」と評された。[3]
- 2017年以降、ロータス社正規輸入総代理店 LCI Limited が関係する大きなロータスのイベントにはレースクイーンまたはイベントコンパニオンとして殆ど出演している。
- 2018年の活動をもってレースクイーンを卒業。以後は女優を志す。

## 主な活動

### テレビ
- テレビ朝日「日本人の3割しか知らないこと くりぃむしちゅーのハナタカ!優越館」VTR出演[4]
- 南海放送「OliOliジャーニー 大島麻衣と愛川アヤノの気分はロコガール」（2016年9月24日放送[5]） - BS日テレは2016年10月2日にオンエア
- メ〜テレ「ギャルばな‼︎」
- 三重テレビ「フィッシングマスター」
- 日本テレビ系列『日曜ドラマ』「ネメシス」第7話(2021年5月23日放送)[6]

### 動画配信サービス
- Netflixオリジナルドラマ「全裸監督」ダンサー役

### ミュージックビデオ
- Sano ibuki「紙飛行機」に出演 [7]

### アンバサダー
- JAPAN.BOATSHOW2017「これが私のボートフィッシング・トヨタ編」[8]
- ユー・エス・エス横浜　イベント情報

### モデル
- トヨタ自動車 ドライブ推奨ポスター
- GO!ISLAND ファッションモデル
- アートマリー株式会社 ファッションモデル
- ネクシアス株式会社 ファッションモデル
- ゴールドフラッグ株式会社 「ブラデリスニューヨーク」ファッションモデル
- dazzy ブライダルモデル
- ブライダルサロン寿々裳 ブライダルモデル
- ゼクシィ「呉竹荘」ブライダルモデル
- ひらかたパーク 媒体モデル
- 黒猫の館　媒体モデル

### 雑誌掲載
- GALS PARADISE 2016 トップレースクイーン編 表紙 ・グラビア[9]
- ファッション誌「Jelly」2018年9月号[10]
- 韓国雑誌「CRAZY GIANT」2018年7月号 表紙[11]
- 地域密着型マリン情報誌「ハイピッチ」[12]
- ファッション誌「HONEY」2017年3月号

### レースクイーン
- 2016年 スーパー耐久「Clearwater Racing by MooncraftCars」[13]
- 2016年 SUPER GT　ADVAN GAL 2016　「Cars Tokai Dream28」担当[14]
- 2017年 SUPER GT 「Cars Tokai Dream28」[15]
- 2018年 SUPER GT 「Cars Tokai Dream28」[16]